# Anna Fischer-Dückelmann

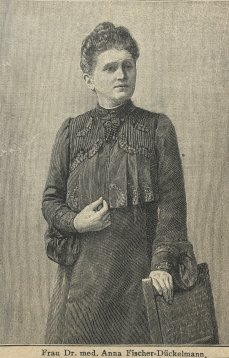
Anna Fischer-Dückelmann

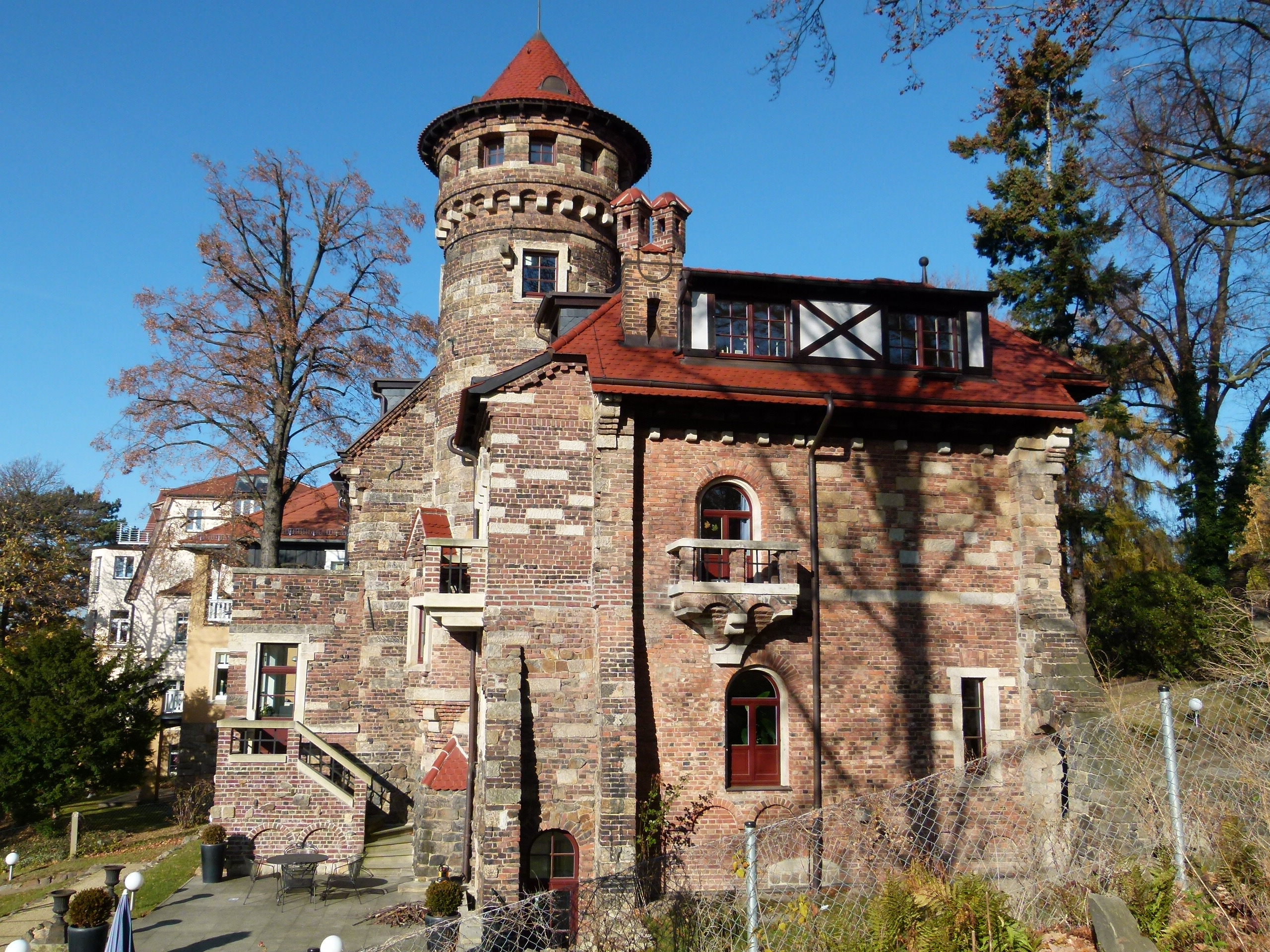
I Villa Artushof i Loschwitzer fanns hennes läkarpraktik.

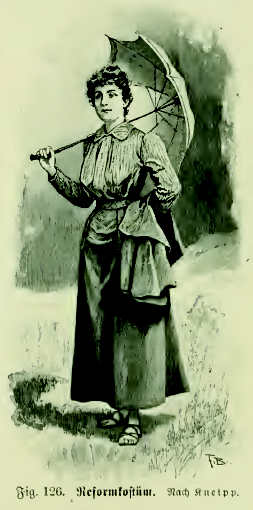
Exempel på reformdräkt från hennes bok Die Frau als Hausärztin

Anna Clara Theresia Fischer-Dückelmann, född 5 eller 7 juli 1856 I Wadowice, Österrike, död 5 eller 13 november 1917 i Ascona, Schweiz, var en österrikisk-ungersk läkare, författare och aktör inom reformrörelsen.

## Biografi
Anna Dückelmann var dotter till den Österrikisk-ungerske militärläkaren och godsägaren Friedrich Dückelmann och tillbringade sin ungdom i Wien och Tragwein. Hon hade tidigt intresse för medicin och fick följa med sin far på garnisonssjukhusen. I sina memoarer skrev hon: “Vattenkuren fascinerade mig redan som femtonåring, jag kurerade husdjur och som sextonåring publicerade jag min första artikel om hygien, riktad mot korsetten. Redan då var det klart att det var medicinska studier som jag i första hand skulle ägna mig åt.”
Hon gifte sig 1880 i Graz mot föräldrarnas vilja med filosofen Arnold Fischer och flyttade med honom till Frankfurt am Main. Arnold Fischer arbetade för Frankfurt Tagblatt, och paret grundade gemensamt veckotidningen Volkswohl, och skrev om medicinska problem och kritiserade även bristen på kvinnliga läkare. I Frankfurt kom hon att bli bekant med den första kvinnliga gynekologen i Tyskland, Hope Bridges Adams Lehmann. Som mor till tre barn, vid en ålder av 34 år, flyttade hon med sin familj till Zürich, där hon 1890-1896 studerade medicin och disputerade på en avhandling om barnsängsfeber. Hon var en av de första kvinnorna som studerade medicin i Schweiz. Hon kritiserade de då etablerade metoderna inom gynekologi där många kvinnor dog, och förespråkade naturmedicin.
I Bilz sanatorium i Oberlößnitz fick hon som läkarassistent praktik för att kunna verka som läkare. Från 1897 till 1914 drev hon en läkarpraktik för kvinnor och barn i Villa Artus Court i Oberloschwitz i Dresden och var under lång tid den enda läkare som använde naturmedicin.
Vid första världskrigets utbrott flyttade hon till Monte Verita i Ascona, där familjen redan 1913 hade köpt en egendom nära den lokala Naturmedicinska kliniken.
Hon propagerade för vegetarianism och mot korsetter och ohygieniskt mode, men för reformdräkt, nakenhet och luftbad.

## Publikationer i urval
År 1900 och 1901 publicerade hon sina bästsäljare Das Geschlechtsleben des Weibes (Kvinnans könsliv) och Die Frau als Hausärztin (Kvinnan som husläkare). Hon kritiserades då för sin liberala inställning till sexualitet och preventivmedel.
Hennes mest kända verk var Kvinnan som husläkare, som uppnådde miljonupplagor, översattes till 13 språk och fortfarande utkommer.
- Über die Reform der weiblichen Kleidung. Berlin 1890.
- Die heutigen Behandlungsmethoden der Frauenkrankheiten für Ärzte und Gebildete aller Stände. Berlin 1898.
- Entstehung, Verhütung und Heilung der Frauenkrankheiten aller Altersstufen für Frauen und erwachsene Töchter. Berlin 1898, 1919 in der 5. Auflage.
- Die Frau als Hausärztin. 1901.
- Das Geschlechtsleben des Weibes – Eine physiologisch-soziale Studie mit ärztlichen Ratschlägen. Berlin 1900, 1919 in der 19. Auflage.
- Der Geburtenrückgang – Ursachen und Bekämpfung vom Standpunkt des Weibes. Stuttgart 1914.
- Was lehrt uns der Krieg – Häusliche Krankenpflege in Kriegszeiten. Stuttgart 1916.